# أنيتا بيج
أنيتا بيج (بالإنجليزية: Anita Page) مواليد 04 أغسطس 1910 في كوينز، نيويورك، الولايات المتحدة - الوفاة 06 سبتمبر 2008 في فان نويس، كاليفورنيا، الولايات المتحدة، هي ممثلة أمريكية بدأت مسيرتها الفنية عام 1925.

## وصلات خارجية
- أنيتا بيج على موقع IMDb (الإنجليزية)
- أنيتا بيج على موقع ألو سيني (الفرنسية)
- أنيتا بيج على موقع أول موفي (الإنجليزية)
- أنيتا بيج على موقع قاعدة بيانات الأفلام السويدية (السويدية)
- أنيتا بيج على موقع إن إن دي بي (الإنجليزية)
- أنيتا بيج على موقع قاعدة بيانات الفيلم (الإنجليزية)
- أنيتا بيج على موقع كينوبويسك (الروسية)